# Poienița (Alvinc község)
Poienița falu Romániában, Erdélyben, Fehér megyében. Közigazgatásilag Alvinc községhez tartozik.
Az 1956-es népszámlálás előtt Borsómező része volt. 1956-ban 77, 1966-ban 69, 1977-ben 50, 1992-ben 48, 2002-ben 31 román lakosa volt.